# 4shared Desktop
4shred Desktop è un gestore di download e upload freeware, creato da 4shared per il sistema operativo Microsoft Windows. Lo scopo principale di questo software è fornire accesso istantaneo agli account 4shared e gestire i file di servizio degli utenti, permettendo di accedere direttamente dal desktop.

## Caratteristiche
- Supporta proxy
- GUI intuitiva
- Componenti aggiuntivi gratuiti
- Ripristino dei download/upload interrotti
- Supporto drag&drop
- Sincronizzazione tra PC e account 4shared
- Indicatore di spazio
- Funzione di ricerca interna
- Possibilità di proteggere i file con password
- Visualizzazione/riproduzione dei file con visualizzatore/lettore interno
- Download e upload multipli simultanei
- Registro delle attività
- Elenco dei file preferiti
- Link per il download di ogni singolo file
- Invio istantaneo di feedback
- Accesso istantaneo all'account 4shared senza bisogno di aprire il sito con il browser
- Condivisione di file con altri utenti

## Integrazione
4shared Desktop aggiunge un'opzione extra al menu di scelta rapida Windows standard richiamabile facendo clic con il pulsante destro del mouse sul file.

## Lingue
L'ultima versione di 4shared Desktop (v3.2.2) è disponibile solo in lingua inglese.